# Мотика
Мотике служе за фину обраду земљишта ручно, замахом, али мотике могу да послуже и при основној обради лакших земљишта, изради леја и окопавању, прашењу због разбијања покорице и плевљењу којим се уништава коров.

## Типови алатки за обраду земљишта замахом
Данас у свету постоји велики број типова алатки за обраду земљишта замахом. У немачкој литератури се среће преко 10 разних типова, а у енглеској и америчкој преко 40. Често су то прелази између пијука и мотике, или мотике и прашача (дво и трокраке мотике). У овој групи су и алатке за плевљење „холандска мотика“ (Dutch hoe), осцилирајућа мотика, кружна мотика...
Оне су различите по изгледу и намени. Неке могу да обављају више функција. Друге су намењени само за одређену употребу (нпр. „холандска мотика“ има уски, оштар лист који се користи за сузбијање корова тако што продире плитко и паралелно са површином земљишта, и потпуно је неупотребљива за превртање земљишта и окопавање. За ову сврху служе робусније мотике троугластог, паралелопипедног или полукружног листа. Лист код неких типова има неколико кракова (два или три) као што је случај код прашача.

### Мотике
Мотике имају дрвену држаљу (дужина 135 cm) нешто ширу ка листу и челични лист који је под углом нешто мањим од 90° на држаљу. Облици листа могу бити различити: полукружни, правоугаони или трапезасти. Димензије листа су: дужина 13,5-26 cm, ширина 10-12 cm код правоугаоних и трапезастих и 19-39 cm код полукружних. Често изглед и маса мотике варира од културе којасе гаји, али и од типа земљишта, па се могу везивати за поједина географска подручја. На пример на подручју бивше Југославије постоји неколико десетина разних типова: посавска, шабачка, босанска, горњомилановачка...(види слику).

### Мотичице
Мотичице служе при сетви за отварање бразде и за покривање семена, прашење и плевљење. Лист мотичице је мањих димензија погоднији за рад између биљака у реду - заштитној зони. Лист мотичице је најчешће троугласт (страница троугла око 10 cm).

### Прашачи
За прашење и плевљење служе и прашачи алатке са два крака у облику повијених клинова. Врло често се израђују у комбинацији са мотичицом, тако да се на истој дршци налазе обе алатке.

### Шпартајуће мотике
- Типична мотика за пољопривреду и башту са тешким, широким сечивом и равном ивицом позната је као италијанска мотика,[4] раона мотика, мотика за крчење, азада (са шпанског),[5][6][7] граб мотика,[8] обрашчана мотика[9] или даго мотика[10][11] („даго“ је етничко ниподаштавање која се односи на Италијане, Шпанце или Португалце).
- Гребенска мотика, такође позната као Воренова мотика[12] и мотика за бушење, је троугласта (усмерена надоле) или срцолика мотика која је посебно корисна за копање уских бразди („сејалица“) и плитких ровова за садњу семена или луковица.[13][14]
- Ходад или ходаг је алат налик мотици који се користи за садњу дрвећа. Према Харцелу (1987, стр. 29), „Ходаг [се] првобитно звао скиндвик мотика ... Ханс Расмусен, легендарни извођач радова и власник дрвне фарме, је заслужан за изум закривљеног, конвексног, округлог сечива мотике које данас се широко користи“.[15]

### Друге мотике
Мотике које не личе ни на шпартајућу нити на прекопавајућу мотику су:
- Мотике на точковима су, као што име каже, мотика или пар мотика причвршћених за један или више точкова. Мотике су често заменљиве са другим алатима.[16][17] Историјски произвођач мотике на точковима био је Планет ЈР, ове мотике на точковима још увек производи Хосових оруђа.[18]

- Коњске мотике, налик на мале плугове, биле су омиљена оруђа пионира пољопривреде Џетро Тала, који је у својој књизи „Ратарство коњске мотике” тврдио да ће „коњска мотика у широком интервалима давати пшеницу у свим фазама свог живота, онолико хране колико дискретни мотикар жели."[19] Савремени став је да, уместо да се ослобађају хранљиве материје, усев једноставно има користи од уклањања конкурентских биљака.[20] Увођење коњске мотике, заједно са познатијом сејалицом, довело је до великог повећања пољопривредне продуктивности током британске пољопривредне револуције.[21]
- Виљушкасте мотике (познате и као зупчасте мотике,[12] шиљасте мотике, кантерберијске мотике, вучне виљушке или савијене виљушке) су мотике које имају два или више зубаца под правим углом у односу на дршку. Њихова употреба је обично за отпуштање тла, пре садње или сетве.[13]
- Шкољчане мотике, направљене за ископавање шкољки[22]
- Аџе мотике, основног облика мотике, али теже и јаче и са традиционалном употребом у изради стаза.[23]
- Ганг мотике за моторну употребу (у употреби најмање од 1887. до 1964. године).[24][25][26]

## Историјат
Алатке за обраду земљишта замахом потичу из касног Палеолита (40.000 год. п. н. е.). То су били мотика или пијук са радним делом од мамутовог ребра или кљове младог мамута углављеним у рачвасто дрво - држаљу. За разлику од претеча ашова, алатке сличне пијуку употребљаване су за тежа земљишта. У прединастичком Египту срећу се угласте дрвене мотике израђене од рачвастог дрвета које се одсеца непосредно испод рачве. Један крак се скраћује и зашиљује, док други служи као држаља. Касније верзије су захтевале и нешто мало тесарских радова око уметања радног дела у држаљу под оштрим углом, а затим везивање биљним влакнима или ременима.
Различити типови мотика са танким каменим листом наоштреним у основи и углављеним у држаљу као секира, коришћени су за основну обраду земљишта од Неолита. Мотике са оштрицом под правим углом на осовинску линију почеле су да се користе у Месопотамији око 4500. год п. н. е, а помињу се и у древним списима Хамурабијевом законику XVIII век п. н. е. и Књизи пророка Исаије VIII век п. н. е.
У Британском музеју (British Museum) у Лондону постоји бронзана мотика из Микене (1100. год. п. н. е.) од дебљег равног комада метала димензија 18х5 cm. Горњи крај је закривљен тако да може да обухвати држаљу. Паралелно су коришћене и алатке од гвожђа: плуг са гвозденим деловима, секире, мотике (Блиски исток 1200. год п. н. е.).
Стари Грци су користили различите типове алатки на замах: сминуе (σμινυε) - двокрака мотичица (прашач), дикелла (δικελλα) - мотичица са два врха, генеис (γενεισ) - мотика слична секири... Римљани су користили знатан број алатки са металним радним делом сличних мотици. Тако је dolabra - тешка секиролика широка мотика, marra - тешка широка мотика за разбијање покорице и плевљење, ligo - лакша алатка са два крака - врста прашача, bidens - тешка мотика са два закривљена крака, rastrum - мотика са различитим бројем кракова, sarculum - лака мотика за покривање семена.
Пред крај средњег века почињу да се видно разликују пољопривредне од хортикултурних алатки. Пољопривредне су робусније, често су то оруђа која вуку животиње. Хортикултурне алатке су префињеније и специјализованије.
До XIX века алатке за обраду земљишта замахом нису се битно мењале када почиње да се јавља читав низ варијанти. Године 1659. Евелин (John Evelyn) даје приказ преко 70 различитих алатки и прибора коришћених у тадашњим вртовима и међу њима свега пар мотичица и један крамп. Временом се појавио и један специфичан облик мотике за плевљење назван „грудни плуг“ (breast plough) са радним делом у облику троугласте металне плоче причвршћеним за држаљу (дугу 150 cm) са попречном шипком на врху дугом 60 cm. Радник је грудима гурао попречну шипку тако да је радни део у хоризонталном положају продирао кроз земљу одмах испод површине подсецајући коров. Алатка је изашла из употребе средином XIX века, а од ње су се развиле мотике на гурање (Thrust Hoes), мада је недавно у Британији једна верзија модернизована (Lincolnshire Longhorn Hoe).
- Приказ мотике на обелиску храма у Карнаку.
- Старогрчка масивна мотика.
- 2000 година стар лист римске мотике.
- Ручно рађене мотике (Етнографски музеј, Београд).
- У хералдистици мотика је чест мотив како на старим грбовима (Bachum, Немачка)...
- ...тако и на новијим (Мозамбик).